# Правило 3,5%
Правило 3,5% је концепт у политичким наукама који каже да када 3,5% становништва неке земље ненасилно протестује против владе, та влада ће вероватно пасти са власти. Правило је формулисала Ерика Ченовет 2013. године. Произашло је из увида које је првобитно објавио политиколог Марк Лихбах 1995. године у својој књизи Побуњеничка дилема: економија, спознаја и друштво (The Rebel's Dilemma: Economics, Cognition, and Society).

## Формулација
Ченовет и Марија Стефан проучавале су стопе успеха напора грађанског отпора од 1900. до 2006. године, фокусирајући се на велике насилне и ненасилне напоре да се доведе до смене режима у том периоду. Да би био класификован као успешан, покрет је морао да постигне своје циљеве у року од годину дана од највећег одзива и морао је да задовољи строге критеријуме за ненасиље. Поређењем стопа успеха 323 насилне и ненасилне кампање, Стефан и Ченовет су показале да је само 26% насилних револуција било успешно, док су 53% ненасилних кампања биле успешне. Од 25 највећих покрета које су проучавале, 20 је било ненасилно, и откриле су да су ненасилни покрети у просеку привукли четири пута више учесника него насилни покрети. Такође су показале да су ненасилни покрети обично претходили развоју демократскијих режима него насилни покрети.
Ченовет је сковала правило о нивоу учешћа неопходном да би покрет успео, назвавши га „правило 3,5%“, на основу налаза о којима је првобитно расправљао Марк Лихбах 1995. године, у књизи Побуњеничка дилема: економија, спознаја и друштво (The Rebel's Dilemma: Economics, Cognition, and Society). Лихбах је предложио да 5% становништва може да збаци владу, и да се ниједан опозициони покрет никада не може надати да ће премашити тај број због проблема слепог путника. Године 2013, Ченовет је поново размотрила Лихбахов предлог користећи скуп података о ненасилним и насилним кампањама и исходима (NAVCO) 1.1. Ченовет је открила да је скоро сваки покрет са активним учешћем од најмање 3,5% становништва успео. Све кампање које су достигле тај праг биле су ненасилне. Ченовет је приметила да ненасилне кампање привлаче учешће већег броја људи него насилне, делимично зато што имају мање захтева за физичком способношћу или оружјем, и да већи број људи резултира већом вероватноћом постизања политичког успеха. Ченовет је упозорила да на правило треба гледати као на „оријентационо правило“ (rule of thumb) а не као на чврст и брз закон.
Касније је Ченовет приметила да и ненасилни и оружани отпор губе на ефикасности од 2010. године, закључивши да је то резултат тога што ауторитарни режими уче из историје, међусобно се координирају и обучавају своје војске и полицију да обесхрабре пребеге у својим редовима. Сходно томе, Ченовет је саветовала да покрети грађанског отпора узму ове промене у обзир и у складу с тим промене своју тактику.
Међу успешним кампањама које је Ченовет навела као примере правила од 3,5% су Кедарска револуција, Распевана револуција, неки од египатских протеста 2012–2013, Пад комунизма у Албанији, судански протести 2019–2022, Плишана револуција и Револуција ружа.

### Оцене
Рон Пањуко (Ron Pagnucco) пише са одобравањем о истраживању које лежи у основи правила, али такође истиче да „тако велики протести могу ојачати и позицију елитних реформатора у односу на тврдолинијаше у ауторитарном [режиму]“, уместо да само доприносе опадању подршке владарима. Кајл Р. Метјуз (Kyle R. Matthews) тврди да је покрет Побуна против изумирања (Extinction Rebellion) злоупотребио истраживање, јер се „подаци Ченовет и Стефан односе на системске промене на нивоу државе, углавном збацивање аутократских влада, и не примењују се на промене у либерално-демократским државама.“ Ричард Сајфман (Richard Seifman), бивши члан Светске банке, примећује да су ненасилни протести у Брунеју и Бахреину привукли више од 3,5% становништва, али нису успели да постигну промену режима. Ченовет је, међутим, истакла да су Брунеј и Бахреин мале монархије чије су владајуће силе подржавали моћни спољни савезници (Британија за Брунеј, Саудијска Арабија за Бахреин). Сајфман такође примећује да су изградња коалиција и употреба друштвених медија од суштинског значаја за успешан покрет, док ће дезинформације вероватно радити против њега.

## У протестима
Правило 3,5% наводе као циљ активисти у климатском покрету, који тврде да ће, ако се толико људи придружи покрету, уследити промена. The Economist пише у уводнику да је такав ниво учешћа тренутно веома далеко од оствареног.
Године 2025, правило од 3,5% постало је истакнуто у протестима против Доналда Трампа, укључујући и оне који се тичу америчке имиграционе политике. Чланови покрета 50501 организовали су протесте „Hands Off“ 5. априла 2025, издавши саопштење у којем се, између осталог, каже: „5. април је био наш четврти национални дан акције, и неће бити последњи. Посвећени смо изградњи нашег мирног Народног покрета и постизању учешћа од 3,5%. Историја показује да када се само 3,5% становништва укључи у одрживи мирни отпор – трансформативна промена је неизбежна.“ Напор групног финансирања (crowdsourcing) за „отприлике израчунавање“ (back-of-the-envelope math) броја присутних на протестима „No Kings“ у јуну 2025. проценио је укупан број присутних на „негде у распону од 4–6 милиона људи“, или отприлике 1,2–1,8% становништва САД.